# Ourmes
Ourmes (em árabe: ورماس) (também escrito Ourmas) é uma cidade e comuna localizada na província de El Oued, Argélia. Segundo o censo de 2008, a população total da cidade era de 5 900 habitantes.